# Ленинские траурные марки
Ле́нинские тра́урные ма́рки, или Ле́нинский тра́урный вы́пуск, — филателистическое название серии почтовых марок СССР с портретом В. И. Ленина, вышедшей в связи со смертью Ленина в 1924 году  (ЦФА [АО «Марка»] #195—202; Sc #265—272). Это первые в мире официальные марки, посвящённые В. И. Ленину, и таким образом их следует считать «основоположниками» филателистической ленинианы.

## Описание
Для рисунка марки была использована фотография П. А. Оцупа, сфотографировавшего В. И. Ленина 16 октября 1918 года в его рабочем кабинете. Серия вышла в траурном оформлении — в чёрно-красной рамке; имеется в двух исполнениях — беззубцовом  (ЦФА [АО «Марка»] № 195—198) и зубцовом  (ЦФА [АО «Марка»] № 199—202). Марки одинаковые по рисунку и цвету и различаются лишь достоинством. Номиналы — 3, 6, 12 и 20 копеек. Автор рисунка марок — художник И. Дубасов. Окончательный текст на марках был написан художником Гознака В. Куприяновым.

## История

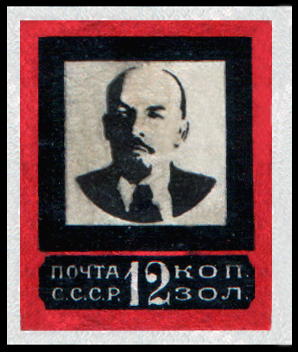
Марка ленинского траурного выпуска, 1924

Работа над проектом проходила в крайне сжатые сроки. Окончательный вариант траурных ленинских марок складывался постепенно, в процессе подготовки к печати. 25 января в 16 часов была утверждена, уменьшенная до размеров марки, фотография с рисунка И. И. Дубасова. 26 января в 20 часов марка была утверждена к печати заместителем народного комиссара почт и телеграфов РСФСР А. Мусатовым. Тогда же были добавлены слова «Почта СССР». Красная рамка на эскизе отсутствовала и появилась лишь при изготовлении пробного оттиска. Типографией Гознака была подготовлена матрица, и днём 26 января на бумаге, предназначенной для печати тиража, были получены первые пробные оттиски. В ночь на 27 января печатники приступили к выполнению тиража марок. Сначала печатались чёрной краской портрет В. И. Ленина с чёрной рамкой и нижняя плашка с белой надписью «Почта СССР 3 (6, 12, 20) коп. зол.». Затем наносилась обрамляющая красная рамка. Марки печатались листами в 50 и 100 штук с помощью переводного блока из 10 марок (5 × 2). За отсутствием времени листы не перфорировались. По этой же причине не производилось уточнение рамки пробной печатью, как это принято делать в обычных условиях. Тираж был сразу запущен в производство, и изменения приходилось вносить прямо в процессе изготовления. Листы не отбраковывались. Марки, являясь по существу пробными, поступали в обращение.

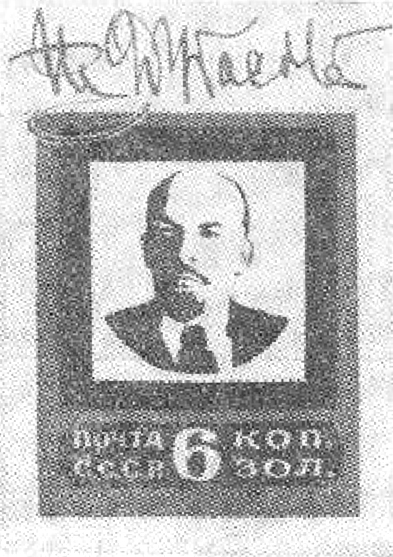
Марка ленинского траурного выпуска с автографом И. И. Дубасова, 1924

Марки поступили в обращение на Центральном телеграфе Москвы 27 января 1924 года в 16 часов — в день и час похорон В. И. Ленина. Находившиеся в обращении «одноценные» марки «Золотого стандарта» были изъяты до израсходования марок в память В. И. Ленина. 28 января марки траурного выпуска поступили в обращение в крупных городах СССР.
Допечаткой марок израсходованного номинала занималась почта. С 27 января по 27 марта 1924 года было осуществлено три издания марок:
1. без зубцов с узкой (20 × 25 мм) и широкой (21 × 26,5 мм) рамками;
2. без зубцов со средней (20,5 × 26 мм) рамкой и более толстыми буквами текста;
3. с зубцами 13½.

Марки номиналами в 6 и 12 копеек встречаются с неофициальной перфорацией. В некоторых учреждениях Ставропольской губернии полученные листы беззубцовых марок для удобства пользования перфорировали на швейной машине. Письма, франкированные такими марками, встречаются крайне редко.
Ко второй годовщине со дня смерти В. И. Ленина (январь 1926 года) вышел повторный тираж.
Появление портрета Ленина на марках вызвало различную реакцию в СССР и зарубежных странах:
После выпуска серии траурных марок [на смерть Ленина в 1924 г.] стали раздаваться протесты. Мол, если марка будет затронута штемпелем гашения, то это станет наносить урон авторитету вождя революции. Отвечая на такие письма, нарком [почт и телеграфов РСФСР] писал:
«Обычай выпускать (а, значит, и штемпелевать) почтовые марки с изображением членов правительства, популярных общественных деятелей и т. п. издавна принят во всех странах, но нигде и никогда не трактовался как неуважение к изображаемому лицу или оскорбление его. Для иллюстрации приведём пример белой Венгрии, где имеют хождение почтовые марки с изображением „божьей матери с младенцем“, что ничуть не мешает венгерским чиновникам — и верующим, и безбожникам — с равным усердием накладывать штемпеля на лбы „божьей матери“ и её сына:

Заграничный пролетариат принял ленинские марки с энтузиазмом. По имеющимся у нас сведениям, в Кошице (Чехия) полученные из России письма с ленинскими марками были выставлены в витринах коммунистических газет и продавались за большие деньги в пользу МОПР. С другой стороны, у наших врагов они вызывали тревогу. В Венгрии божьей матери в них увидели опасное агитационное средство и вначале даже их уничтожали».

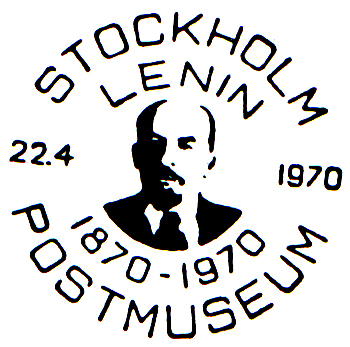
Специальное гашение, применявшееся во время филателистической выставки в Стокгольмском почтовом музее (1970)

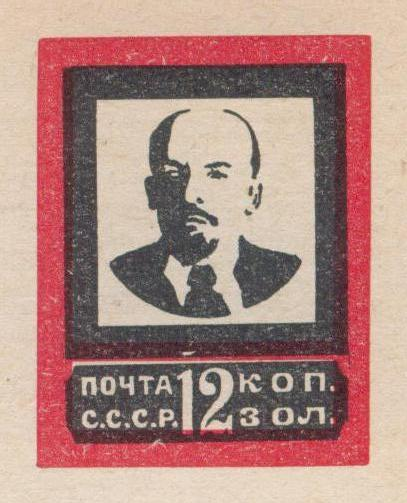
Один из фальсификатов

Рисунок траурного выпуска 1924 года лёг в основу коммеморативного почтового штемпеля, применявшегося для специального гашения во время филателистической выставки, которая проводилась в Стокгольмском почтовом музее с 3 апреля по 3 мая 1970 года в честь 100-летия со дня рождения В. И. Ленина. Штемпель имел переводную календарную дату и применялся 3—5, 11, 12, 18, 19, 22, 25, 26 апреля, 2 и 3 мая. Гашение производилось мастикой чёрного цвета.
21 января 1984 года на Кубе вышла почтовая марка, приуроченная к 60-й годовщине со дня смерти В. И. Ленина. На ней были изображены советские марки — первая траурная 1924 года (ЦФА [АО «Марка»] № 195) и марка из второго выпуска Ленинианы («Мавзолей В. И. Ленина», 1925, художник В. Завьялов) (ЦФА [АО «Марка»] № 213).
Траурному ленинскому выпуску посвящён 40-й номер «Британского журнала русской филателии» (англ. British Journal of Russian Philately) за 1967 год. В нём собраны исследовательские работы трёх маститых коллекционеров.

## Фальсификации
Известны беззубцовые фальсификаты этого выпуска зарубежного происхождения, впервые появившиеся в том же 1924 году. Фальсификаты 1924 года были изготовлены в Италии. Печать на белой бумаге отличалась резкостью красок и большим расстоянием неперфорированных полей между марками. Их размер 21 × 26 мм. Чёрная рамка на 0,5 мм больше, чем у подлинных. Наиболее отчётливым признаком фальшивок была утолщённая линия овала правой стороны головы. Они были отпечатаны с разными номиналами в квартблоках.
В начале 1930-х годов в Эстонии фирмой «Кюлль и Симсон» в числе других были изготовлены гашёные беззубцовые фальсификаты среднерамочных траурных ленинских марок, отпечатанная матовыми красками на рыхлой бумаге светло-жёлтого цвета без клея.
Кроме того, встречаются фальсификаты с узкой рамкой, на розоватой бумаге, выполненные матовыми красками.
Подробнее фальсификаты ленинских траурных марок рассмотрены в статье Ганса Ирманна-Якобсена, опубликованной в «Британском журнале русской филателии» № 40 за 1967 год (с детальным перечнем всех известных фальсификатов), а также в монографии Я. М. Бовина (1972).